# Râul Giurgiulețul
Râul Giurgiulețul este un curs de apă, afluent al râului Vedița. 